# Тернувате (Первомайський район)
Тернува́те — село в Україні, у Кривоозерській селищній громаді Первомайського району Миколаївської області. Населення становить 395 осіб.

## Історія
23 січня 1920 року у Тернуватому під час Зимового походу на лівий берег Південного Бугу переправився Кінний полк Чорних Запорожців Армії УНР .
21 березня 1977 року селище Йосипівка та село Тернувате Великомечетнянської сільради об'єднано в один населений пункт — село Тернувате.